# Ел Агвахито дел Монте (Косала)
Ел Агвахито дел Монте (шп. El Aguajito del Monte) насеље је у Мексику у савезној држави Синалоа у општини Косала. Насеље се налази на надморској висини од 700 м.

## Становништво
Према подацима из 2005. године у насељу су живела 4 становника.

### Хронологија
| Година       | 2005 |
| ------------ | ---- |
| Становништво | 4    |

### Попис
| # | Индикатор                        | Вредност |
| - | -------------------------------- | -------- |
| 1 | Укупно појединачних домаћинстава | 1        |